# The Elder Scrolls III: Morrowind
The Elder Scrolls III: Morrowind или скраћено Morrowind или Моровинд јесте фантазијска RPG рачунарска игра коју је развила Bethesda Game Studios а издали су је Bethesda Softworks и Ubisoft. Игра представља трећи део The Elder Scrolls серије игара. Доступна је у верзијама за Microsoft Windows и Xbox.
Централне мисије се тичу полубога Дагота Ура, који обитава у вулканској Црвеној планини одакле настоји да стекне моћ и ослободи Моровинд од царске владавине. Главна радња игре се одвија на острву Варденфел, делу провинције мрачних Вилењака, Моровинд, који је део континента Тамриел у коме се одвија већина дешавања свих The Elder Scrolls игара. Као и остале игре из серијала, игра има отворени свет који дозвољава играчу да слободно путује и делује не обзирући се на главне или споредне задатке.
Иако је првенствено фантазијска игра, са много гејмплеј елемената и инспирација проистеклих из ранијих сродних игара, западњачких фантазија и елементима из серијала Dungeons & Dragons, Morrowind такође садржи неке елементе стимпанка и црпи доста инспирације из блискоисточних и источноазијских култура. Morrowind је дизајниран са отвореним, слободним стилом игре на уму, са мањим нагласком на главном заплету него раније издања игре из серијала. Ова слобода избора је изазвала подељене критике, иако су такви изрази били ублажени уважавањем богатог, детаљног света игре од стране критичара.
Morrowind је постигао комерцијални успех као и успех код критике. Игра је освојила разне награде, укључујући награду за Игру године и продано је преко четири милиона примерака широм света до 2005. године. Од тада се сматра једном од најбољих видео игара икада направљених. Игри су придодате две експанзије: Tribunal и Bloodmoon. Експанзије су поново упакована у заокружену игру (заједно са неколико мањих додатака) под називом Morrowind: Game of the Year Edition, која је објављена у октобру 2003. Након Morrowind-а изашао је The Elder Scrolls IV: Oblivion 2006. године.

## Гејмплеј

### Креирање ликова
Игра почиње тако што лик играча, након што је био заточен, стиже у Моровинд чамцем ради давања помиловања за раније учињене злочине. Туторијал који приказује ослобађање затвореника води играча кроз процес стварања лика. Играчу сукцесивно постављају питања други затвореник, службеник и бирократа, пошто је играч регистрован као слободан грађанин; бирајући, у процесу, име играча, расу, пол, класу и род. Избори утичу на играчеве почетне атрибуте, вештине и способности. Играч одређује своју класу на један од три начина: бирање са листе класа, генерисањем класе путем одговарања на питања или сам креира прилагођену класу.

### Систем вештина
Ниво вештина лика играча се повећава кроз вежбу, обуку и учење. Вежбање укључује извођење специфичних радњи повезаних са датом вештином, што постепено подиже одређену вештину лика. Подизање вештина везаних за оружје захтева да се непријатељ погоди одговарајућим оружјем; подизање нивоа вештине оклопа захтева да будете ударени док носите одговарајућу врсту оклопа итд. Обука укључује плаћање новца NPC (ен. NPC: Non-player character) ликовима у замену за тренутно повећање стручности у тој вештини. Учење захтева читање пронађених књига, од којих ће неке одмах подићи вештину лика по завршеном читању. Вештине ношења оружја утичу на шансу лика да погоди непријатеља. Вештине оклопа утичу на одбрамбену снагу оклопа односно отпорност лика. Друге вештине утичу на радње које играч врши у игри, као што су прављење напитака, трчање, обијање брава итд.
Morrowind, као и претходна игра из франшизе, Daggerfall, прави разлику између атрибута и вештина; вештине су индивидуалне особине додељене у одређеним школама борбе у игри или одређеним класама оклопа, а атрибути су шире вештине, као што су снага и издржљивост, које су или везане за важне карактеристике које нису повезане ни са једном вештином (здравље, шанса за избегавање, итд.) или се побољшавају ефикасност широког спектра вештина. Снага, на пример, повећава ниво нанесен штете физичког ударца који зада лик играча. Атрибути се, међутим, побољшавају само када играч напредује.
Играч побољшава свог лика тако што побољшава његових десет предодређених вештина, које се дела на веће и мање.Сваки пут кад играч побољша свог лика може да изабере 3 вештине/одлике које ће увећати а које су повезане са његовим сетом вештина јер сваки ниво који се пређе у оквиру одређене вештине додаје повећање вештине која је главна за припадајуће атрибуте. Играч је у могућности да појача атрибуте везане за одређени скуп вештина, пошто сваки ниво стечен у одређеној вештини додаје множилац којим се повећава управљачки атрибут вештине.

### Борба
Најједноставнији напад оружјем је основна акција замаха оружјем, сецкањем. Мало сложенији ударци који су дефинисани као slash и thrust напади се изводе тако што се кликне унисоно са тапкањем на тастер за смер, мада укључивањем опције „увек користи најбољи напад“, играчи могу да елиминишу вођење рачуна о кретању, остављајући им могућност да се фокусирају на борбу. Потенцијал штете од хладног оружја се оцењује за сваки од ових напада. Рецензенти су нашли ограничену сврху у избору између три типа напада за већину оружја и препоручили су опцију „увек користи најбољи напад“. Скривени аритметички модификатори, примењени на вештине сваког борца, одређују да ли ће напад погодити или не. У оригиналном издању игре, играчу није дата индикација о здравственом стању непријатеља са којим је лик у борби, као ни о јачини напада играча. Рецензенти су лоше прихватили одсуство ових параметара и желели су видљивије повратне информације. Bethesda је додала траке са приказом здравстевеног стања непријатеља у закрпи 1.1.0605, објављену месец дана након првобитног издања игре.

### Дизајн слободне форме
Morrowind прати традицију коју су успоставили претходна остварења из серијала игара Тhe Elder Scrolls, као игре отвореног света, са неколико ограничења на радње играча. Од почетка игре, играчи су стављени у свет у коме имају слободу да лутају, краду, траже и истражују, а да притом не прате главну мисију. Водећи дизајнер Кен Ролстон, када су га пре објављивања Morrowind-а питали шта мисли да су „суштински, недодирљиви елементи“ серијала The Elder Scrolls који их „одвајају од других игара“, одмах је одговорио: „Искуство слободне форме“. По Ролстоновом мишљењу, централни заплет игре је прилика да се играч упозна са сукобљеним фракцијама, позадинским темама и ликовима игре, а нема примарни фокус за играча. „Свака [Тhe Elder Scrolls] игра мора да вам омогући да креирате врсту лика који желите, а затим да радите ствари које желите. Никада не бисмо дозволили да вас RPG игра [Тhe Elder Scrolls] присили да будете одређени лик или да кренете одређеним путем.“
Да би омогућио овакво понашање, Morrowind, поред креирања опсежне главне мисије, пружа детаљне дискурзивне мисије за различите фракције, укључујући разне еснафе, верске организације и аристократске куће, поред споредних задатака до којих играч долази истраживањем. Сама главна радња се може извести на много начина. Постоји, према речима критичара Крега Линдлија, „веома специфичан скуп централних тачака заплета унутар ове главне радње. Али тачке заплета су делимично поређане: седам задатака високог нивоа мора бити завршено, али њихови саставни подзадаци... могу се завршити било којим редоследом, и то се понавља за подзадатке укључене у те подзадатке." Избори које играч прави у вршењу ових задатака тако постају методе интерпретације лика; скуп драмских алата који успостављају играчев новостворени идентитет.
Према речима Мета Бартона из Gamasutra, неки су тврдили да ове промене по духу приближавају Morrowind оригиналној игри Dungeons & Dragons, где играчи преузимају креативнију улогу у својој игри, и где је играчима препуштено да сами одлучују о  „исправној ”акцији. Ово је гледиште паралелно са Ролстоновим, који је изјавио да је „Циљ сваке [The Elder Scrolls] игре да се направи нешто што личи на RPG са оловком и папиром на рачунару.“ Огроман број могућности одабира задатака, у комбинацији са оним што је програмер Кен Ролстон идентификовао као недостатак „наративне хитности“, оставио је многе критичаре незадовољне главном радњом. Кен Ролстон је касније изјавио да је главни задатак можда био представљен са већом снагом, у стилу наредне игре, The Elder Scrolls IV: Oblivion, без губљења у слободној форми који карактерише серијал, али такве бриге нису решене пре објављивања Morrowind-а.

## Заплет
Док Morrowind садржи много задатака и прича, централна радња се врти око Трибунала, тријумвирата боголиких бића која владају Моровиндом и њихове борбе против бившег савезника, полубога Дагота Ура и његове Шесте куће — култа следбеника који се протеже  Црвеном планином, центра Варденфела, вулканског острва на коме је радња смештена. Дагот Ур је користио срце Лорхана, артефакт велике моћи, да би постао бесмртан и даље настоји да протера окупаторске империјалне легије из Моровинда помоћу своје мреже шпијуна, као и Акулакхана, огромног механичког голема којег покреће срце Лоркхана.
Након олује и чудне визије из снова, лик играча почиње у граду који се зове Сејда Нин, у чамцу који је кренио из затвора на копну. Лик у игри је ослобођен након што садашњи владар Тамриелског царства цар Уриела Септима VII искористи своје везе. Играч добија задатак да упозна Кајуса Косадика, члана Блејдса, тајне групе шпијуна и агената који раде за императора и Царство.
Косадис уводи играча у Блејдсе по царевом наређењу и поставља играча на разне мисије да открије мистериозне нестанке и спознаје до којих су грађани Варденфела дошли, посебно Шесту кућу и Ешландерска пророчанства о Нереваринима. Касније се открива да је упознавање Косадиса и пуштање играча из затвора последица цареве сумње да би играч могао бити Нереварини — реинкарнација легендарног Данмерског хероја Индорила Неревара — или барем неко ко би био убедљив. варалица да се користи за политичку добит. Играч има задатак да открије пророчанства о Нереваринима и да их испуни како би коначно победио Дагота Ура и његов култ Шесте куће.
Пророчанства номадског народа Данмера који живе у Ешленду предвиђају да ће Нереварова инкарнација испунити низ од седам пророчанстава. Прва два пророчанства су да ће Нереварина бити рођен одређеног дана од родитеља нејасног идентитета и да ће бити имун на Корпрусову болест, божанску болест коју је створио Дагот Ур. Играч је већ испунио прву и стога је изабран за задатак. Играч постаје имун на корпрус тако што се зарази болешћу и преживи примање експерименталног лека. Испуњавајући ово, играч настоји да заврши треће пророчанство, тест да пронађе Месец-и-Звезду (који се такође назива Један-Клан-Под-Месецом-и-Звездом), симболички прстен који је првобитно носио Неревар, који има моћ да моментално убије свакога, осим себе (и даље, Нереварина), ко покуша да га носи. Након проналаска и стављања прстена, играч добија визију од Азуре, древног даедричког принца зоре и сумрака, који потврђује да је играч инкарнација Неревара. Нереварин завршава четврти и пети изазов, које подразумева да окупи велике куће Данмера и Ешлендера са Врденфела под једном заставом. Након што је добио подршку и проглашен за „Хортатора“ од стране сваке Велике куће и након што је проглашен за „Нереварина“ од стране свих номадских племена Ешлндера, играча Храм Трибунала званично, иако невољно, именује „Нереварином“, иако иначе прогања свакога ко тврди да је Нереварин и осуђује их на смрт.
Нереваринци су позвани у палату песничког бога-краља Вивека, једног од три божанства која чине основу религије у Моровинду, познате као Трибунал, да разговарају о нападу на упориште Дагот Ура у срцу Црвене планине. Вивек поклања играчу рукавицу вретгард, древни двемер артефакт који омогућава употребу алата Сундер и Кининг. Ово древно оружје створили су Двемери да би искористили моћ легендарног Лорхановог срца, које су пронашли испод Црвене планине - а ова иста оруђа су користили Трибунал и Дагот Ур да би постигли налик божанствима. Ови алати такође могу уништити легендарно Лорханово Срце, али без вретгарда, они ће задати фаталан ударац ономе ко их користи.
Играч путује у Црвену планину до цитаделе Дагот Ура. Након разговора са Даготом Уром, који покушава да привуче играча на своју страну тврдњом да само следи Нереварова последња наређења, играч и Дагот Ур се свађају. Надмашивши Дагота Ура, Нереварин убрзо открива да све док је Лорханово срце нетакнуто, Дагот Ур ће остати бесмртан и да се убрзо враћа из смрти. Крећући се до срца планине, Нереварин проналази Лорханово срце и уништава га, одвајајући Дагот Ура од његове моћи и на крају га убијај. Акулаханова одаја, у којој је било смештено Лорханово срце, уништена је док се пећина урушава а Црвена планина је очишћена од пошасти болести и Шеста кућа бива уништена. По бекству из коморе, Нереварину честита Азура, која долази да награди играчеве напоре да испуни пророчанство.
Игра се не завршава по завршетку главне мисије, али на свет игре Варденфел утиче на много различитих начина. Брајт стормс престају да муче земљу, а слабоумни следбеници Шесте куће су поново пробуђени без сећања на раније догађаје. Сањари који су узнемиравали Нереварина почињу да тихују, а Нереварин постаје надалеко познат као спасилац Варденфела. Најважнија последица пораза Дагота Ура било је уништење Лорхановог срца. Због стадијума бесмртности директно повезане са срцем, Вивек и Трибунал поново постају смртни, што оставља будућност Вивека под знаком питања, а на играчу је да одреди његову судбину. Губитак стања божанства Трибунала је главна тачка заплета прве експанзије игре, Tribunal.

## Свет игре
Радња Morrowind-а се одвија на Варденфелу, острву у Моровинду, далеко од типично европских инспирисаних земаља на западу и југу приказаних у Daggerfall и Arena.
Уз графичка побољшања, једна од најочитијих разлика између Morrowind-а и ранијих игара из серијала је та што је свет игре смештен на много мањем подручју. Док је Arena имала цео Тамријел као подручје за истраживање, а Daggerfall је играчу стављао на располагање значајне делове две провинције Тамријел, Хамерфел и Хај Рок, Morrowind укључује само „релативно мало“ острво Варденфел у оквиру провинције Моровинд. Ова промена је била свестан избора од стране програмера, у циљу да се представи више детаља и разноликости у игри. Док су области испод земље (данџени) претходних игара из франшизе биле насумично генерисане, ова врсту области је у Morrowind-у је била посебно детаљна, а свака ставка је била појединачно уређена. Као резултат тога, рецензенти су генерално били импресионирани разноликошћу света игара, јер је то одржавало перцепцију „огромног“ света игре. Подручје игре се проширује на град Мурнхолд ограђен зидинама на Моровиндовом копну у експанзији Тribunal и на острво Солстхајм северозападно од Варденфела у експанзији Bloodmoon.
Програмери игре, уместо да заснивају културу Моровинда на типичном средњовековном европском окружењу фантастичних игара, узимали су елементе из афричких култура, посебно из древних египатских, али и раних јапанских и блискоисточних култура. Египатска архитектура је посебно цитирана као утицај на уређење света, због значајног утицаја на архитектуру Балморин Хлала. Извршни продуцент Тод Хауард је навео да је коришћење позадине принта изгледа Моровинда током рада било веома важно у процесу креирања игре и такође је потврдио коришћење неких елемената делимично средњовековне империјалне културе који су типичнији за фантазију да би се одржала конекција са ранијим деловима серије. Он је навео да је окружење игре у области мрачних вилењака „отворило је огромне нове путеве за стварање култура и локација које се традиционално не виде у световима фантазије.” Развојни тим је такође као посебне утицаје навео: филм Ридлија Скота Гладијатор, високу фантазију, филм Мрачни кристал и свет и лик Конана Симеријанаца.
Игра садржи преко 300 књига (не рачунајући свитке са чаролијама). Једна посебна компилација текста садржала је 1.241 двостраничних папира димензија 8,25 × 11 инча. PC Gamer је оценио текст у игри као једнак шест романа уобичајене величине. Многе од ових књига пружају дуге, серијске приче и дају наговештаје о позадини и историји игре. Критичар Филип Скудери, запамтио је Morrowind по његовом великом књижевном богатству. За њега су литература у игри и њена интеграција били „најоригиналнији и најтрајнији допринос историји игара“ Morrowind-а, допринос који је ставља уз Planescape: Torment као једну од најважнијих свих времена. Сличан став је представљен у другим прегледима игре, као што је текст Џозефа Витама за RPGamer, који је причу игре сматрао „дискретном“ у прогесу приче, са осећајем пузања по тамници, уз „цео свет јединствене историје“ које праве књиге, у интеракцији са играчем.
Игра има велике географске варијације у клими, флори и донекле фауни. Осим тога, постоји и одређена разноликост у политици и култури међу популацијама у игрици, чија комбинација доприноси посебности различитих делова острва. Поврх тога, постоји и археолошки аспект игри, који даје одређени степен дубине причи као и могућност за даље истраживање. Поред тога, постоје различите врсте ограничења видљивости, као што су магла и прашина, на које се супротстављају ефекти „јасан дан/ноћ“ који такође донекле побољшавају видљивост.
Истраживање света у игри се углавном врши кроз акције ходања и трчања. Постоје случајеви када је омогућено пливање а понекад и левитација. Премошћавање раздаљине на други начин, као што је телепортација и путовање чамцем или на леђима џиновских створења налик бувама званим муљ скакачи, доступно је уз накнаду, онда када играч  користи метод брзог путовања између различитих насеља на Варденфелу.

## Развој
Трећи наслов у серији The Elder Scrolls је замишљен током развоја раније игре из серијала Daggerfall. Првобитно је требало да буде смештена на Острвима Самерсет и назван Tribunal. Игра је била „много ближа Daggerfall-у по обиму“, обухватајући целу провинцију Моровоинд а не острво Варденфел, и омогућавајући играчу да се придружи свих пет великих кућа  Дунмера. Зараза је замишљена као динамична сила, која се прогресивно шири и уништава градове за собом. Коначно је одлучено да је обим оригиналног дизајна превелик с обзиром на технологију која је била актуелна у то време. Према Кену Ролстону, речено је нешто приближно „Нисмо спремни за то, не желимо да ускочимо у ово и пропаднемо“. Пројекат је стављен на чекање 1997. године, пошто је Bethesda наставила да развија игре Redguard и Battlespire, иако је пројекат био пасивно у мислима програмера током овог периода.
Завршетак игре Redguard 1998. оставио је простор за наставак рада на Morrowind-у, пошто су програмери осетили чежњу своје публике да се врате класичним епским облицима ранијих наслова. Откривши да су јаз између њихових техничких капацитета и оних конкурентских компанија у међувремену нарастао, Bethesda је покушала да се ревитализује и врати на чело индустрије, напор који је предводио вођа пројекта Тод Хауард. XnGine је укинут и замењен лиценцираном копијом NetImmerse, Direct3D мотором, са капацитетом трансформације и осветљења, 32-битним текстурама и скелетном анимацијом. Током своје промотивне кампање, Bethesda је намерно упоредила њихова издања снимака екрана са најавом Nvidia GeForce 4, као „што указује на изванредне графичке ефекте воде за које је технологија способна“.
Обим игре је знатно смањен у односу на ранији концепт, фокусирајући се првенствено на Дагот Ур и мању површину земље. Одлучено је да ће свет игре бити насељен коришћењем метода које је тим развио током рада на игри Redguard; то јест, објекти игре би били прављени ручно, а не генерисани коришћењем насумичних алгоритамских метода. До 2000. Morrowind је недвосмислено требало да буде игра за једног играча, без могућности за проширење за више играча. Речима директора маркетинга и Пи-ар-а компаније Bethesda, Пита Хајнса: „Не. Не приликом објављивања, не три месеца касније, не, не не.” Пројекат је, упркос смањеном обиму, постао огромна инвестиција. Према образложењу тима, подухвату је било потребно „близу 100 људских-година да се створи“. Да би постигла овај подвиг, Bethesda је утростручила своје особље и провела је прву годину развоја на The Elder Scrolls Construction Set, омогућавајући својим запосленима да лако балансирају игру и да је модификује у малим корацима, а не на велико. Према вођи пројекта Тоду Хауарду, Construction Set је настао као резултат колективне чежње за развојем „оперативног система за играње улога“, способног за проширење и модификације, пре него за одређену врсту игре. Упркос додатном особљу, дизајнер Кен Ролстон је касније изјавио да је, у поређењу са Oblivion-ом, Morrowind имао малобројан дизајнерски тим. На игри је радило око 40 програмера.
У мају 2000. Bethesda је објавила први очекивани датум објављивања за PC крајем 2001. године. Петог маја 2001. Bethesda је најавила излазак додатног издања игре за Xbox. Пројекат је, према истом издању, био нешто на чему је Bethesda радила са Microsoft-ом од када су први пут знали за конзолу. Morrowind је имао импресиван приказ на Е3 2001, демонстрирајући јавности бета верзију. Иста бета верзија је демонстрирана особљу PC Gamer-а за још један преглед и држана је у канцеларији чак 19. јуна као предмет каснијих прегледа, док је уз то развијена још једна тестна верзија. Каснији обрасци за наруџбу, попут оних које је поставио Electronics Boutique, одређују датум у новембру. 10. октобра 2001. GameSpot је известио да је датум изласка Morrowind-а померен на март 2002. У саопштењу за штампу Bethesda је 12. октобра најавио датум изласка игре за „пролеће 2002“, потврђујући претпоставку GameSpot-а о кашњењу без договора о конкретнијем датуму „марта месеца“. Иако у то време није дато никакво образложење за кашњење, програмер Пит Хајнс је касније приписао кашњење потреби за тестирањем игара и балансирањем. Иако је PC верзија видео игре проглашена за златно издање до 23. априла 2002, и објављена 1. маја у Северној Америци, Xbox издање је додатно одложено. 15. априла, GameSpot је предложио датум објављивања игре на Xbox-у за негде у мају месецу и заказани датум за „златну” верзију за Xbox верзију у првој недељи истог месеца. У супротности са претпоставком GameSpot-а, саопштење за штампу Bethesda од 4. јуна навело је 7. јун као датум објављивања игре за Xbox.
Трећег јануара 2002. Bethesda је објавила да ће издавач игара Ubisoft преузети контролу над европском дистрибуцијом Morrowind-а и осам других Bethesda игара. Под надзором Ubisoft-а, издање Morrowind-а одвијало се у две фазе. У мају је објављена „полу-локализована“ верзија игре, која садржи преведени приручник, али оставља текст игре на непреведеном енглеском. Потпуно локализована верзија игре, са преведеним верзијама обе, објављена је у августу. Менаџер бренда групације Ubisoft Томас Петерсен описао је потешкоће у превођењу „универзума који садржи више од милион речи“ као „приличан задатак“.
Bethesda је прекинула стандардну индустријску праксу и одлучила је да сама објави свој стретешки водич, уместо да објављивање уговара са независним издавачима као што су BradyGames или Prima Games. Одлука је резултат уверења међу особљем Bethesda да верују и разумеју Morrowind више од било које спољне агенције и да заслужују већи прилив новца од уобичајеног. Bethesda је ангажовала Питера Олафсона, познатог новинара специјализованог за видео игре и пријатеља компаније, и почели су да раде на водичу јануара 2002. године, четири месеца пре објављивања. Производ њиховог рада Morrowind Prophecies Strategy Guide, продат је у преко 200.000 примерака до 24. септембра 2003. Иако се ауторски хонорари од већине независних издавача игара ретко приближавају 25% до 30%, Bethesda је сама успела да оствари профитну маржу од 70%.

## Звук
Саундтрек игре је компоновао Џереми Соул, композитор видео игара чији су ранији радови за игре као што су Total Annihilation и Icewind Dale заслужили извесна признања од стране штампе за игре. У саопштењу за штампу Bethesda, Соуле је навео да је „епски квалитет серије Elder Scrolls” био посебно компатибилан са великим, оркестарским стилом музике" какве Соул „највише воли да компонује”. Изван саопштења за штампу Bethesda, појединци су критиковали музику игре. У својим рецензијама и GameSpot и GameSpy критиковали су дужину трајања саундтрека игре али су и похвалили општи квалитет продукције. Према речима Грега Касавина из GameSpot-а: „Први пут када покренете Morrowind, бићете почашћени незаборавном, узбудљивом темом испуњеном високим жицама и јаким удараљкама. Наставићете да га чујете буквално сваких пет минута током игре.“ Соул је био свестан проблема и одлучио је да направи мекану и минималистичку композицију како не би напрезао уши играча.
У чланку за Gamasutra, Скот Б. Мортон је у бити хвалио музику игре али је додао да звучни запис Morrowind-а не функционише ефикасно са гејмплејом игре и да постиже мало ка средство за подстрек емоција. Саунтрек игре је амбијентални, са назнакама само за борбене сусрете. По Мортоновом мишљењу, недостатак варијација, одговор на акцију игре и кратка дужина остављају играче одвојеним од света игре. Александер Брендон, у још једном тексту за Garmasutra, похвалио је саундтрек Morrowind-а због иновативне инструментације. По Брандоновом мишљењу, употреба оркестарских елемената у комбинацији са синтетизованим, и коришћење онога што је Брендон назвао „приступом ' Болеро ', оставило је осећај звучног записа у игрици „невероватно драматичан”. У фебруару 2003. Академија интерактивних уметности и наука номиновала је Morrowind у категорији „ Изузетно достигнуће у оригиналној музичкој композицији“ на 6. Годишњој додели награда за интерактивна достигнућа, али је на крају изгубила од Medal of Honor: Frontline.
Morrowind је такође садржао поприличан број дијалога који су били покривени гласовном глумом; овај аспект био је нешто боље прихваћен од стране гејминг штампе. Главну глумицу ТВ серије Wonder Woman Линду Картер је Bethesd-a промовисала због њене главне улоге Нордкиње у игри. Гласовна глума која је специфична за сваку расу у игри добила је похвале од појединих рецензената, иако је наишла на презир од стране других којима се није допао несклад између културолошки искривљеног гласа изговореног на туђинском дијалекту и граматички беспрекорног дијалога истакнутог у оквири за дијалог.

## Пријем
| Агрегатор рецензија или публикација | Резултат                  |
| ----------------------------------- | ------------------------- |
| Метакритик                          | (PC) 89/100 (Xbox) 87/100 |
| AllGame                             | [ 72 ]                    |
| Edge                                | 6/10                      |
| Game Informer                       | 9.0/10                    |
| GamePro                             | 5/5                       |
| GameSpot                            | 8.7/10                    |
| GameSpy                             | 89/100                    |
| IGN                                 | 9.4/10                    |
| PC Gamer (US)                       | 90/100                    |

Продаја игре на глобалном тржишту достигла је скоро 95.000 продатих копија до краја јуна 2002. године те 200.000 продатих примерака до краја септембра. До августа 2005. игра је премашила 4 милиона продатих примерака. У САД, рачунарска верзија продата је у 300.000 примерака и зарадила 11,7 милиона долара до августа 2006, након објављивања у априлу 2002. Била је то 62. најпродаванија компјутерска игра у земљи између јануара 2000. и августа 2006. Комбинована продаја свих Elder Scrolls компјутерских игара објављених између тих датума достигла је 990.000 продатих јединица у САД до августа 2006. године.
Morrowind је био најпродаванији RPG за Xbox 2002. године. Игра је била једна од 10 најпродаванијих игара на конзоли Xbox од маја до октобра 2003. године, пуну годину након првог лансирања. Једина друга игра која је постигла исти резултат била је Halo: Combat Evolved.
The Elder Scrolls III: Morrowind је био добро примљен од стране критике. Игра је најчешће хваљена због ширине опсега, богатства визуелног приказа и слободе коју је унела у дизајн. Упоредо са комплиментима, објављиване су и критике; навођено је да су дизајнери игрица претерали, да су оставили грешке на разним местима у игри, и учинили да је игра превише захтевна да би се могла покренути на просечној машини, а један рецензент ју је назвао „a resource pig“. У ретроспективи 1Up, сугерише се да су ширина и отвореност Morrowind-а  допринели опадању RPG-ова за једног играча на кућним рачунарима тако што су купце навели на MMORPG игре, где би могли да имају слично искуство.
Упркос томе, рецензенти су генерално сматрали да су недостаци игре мањи у поређењу са њеним предностима. IGN је закључио да „Morrowind није савршен и да су његови системски захтеви огромни; али његова достигнућа надмашују све резервисаности“. Рецензија је закључена сличним закључком: „Morrowind има бројне недостатке ... Али сви су генерално довољно мали да би скоро свако могао да погледа мимо њих ... Иначе ће открити да Morrowind испуњава своје многе амбициозне намере. То је прелепа, пространа и потпуно отворена игра која вам омогућава да играте колико год желите."
Окружење игре је похваљено као велико и богато детаљима, посебно због ефеката у домени временских прилика реализованих у реалном времену, циклуса дан/ноћ, и велике разноликости биљног и животињског света. Xbox Nation је похвалио игру због њеног „чистог обима“ и приписао тај аспект као „највећу продајну тачку игре“, иако је критиковао успоравања, време путовања и сложеност потрага на задацима у игри, која су резултат тога. За разлику од „генеричке“ природе  дизајна игре Daggerfall, рецензенти су сматрали да је дизајн Morrowind-a спектакуларан, разнолик и запањујући. GameSpot је навео да је „Једноставно истраживање Morrowind-а  можда најбоља ствар везана за игру“.
Благо сложен систем реципрочних вештина лика у игри је генерално хваљен, са неколико изузетака. IGN иако је нашао да је опис система у приручнику нејасан, нашао је да су класе добро избалансиране и добро дизајниране за све стилове игре. GameSpot је сматрао да је систем транспарентан и смислен. Насупрот томе, PC Gamer је нашао да је систем неуравнотежен, са привилегијом борбе над другим функцијама. Computer Gaming World је сматрао да систем даје предност комбинацијама једноручног оружја и штитова у односу на дворучно оружје непотребно отворен за искоришћавање, али је ценио слободу коју нуди широк скуп вештина и постизање већег нивоа лика у игри зависно од  предузетих акција. GameSpy је дао истакнуте наводећи да „систем напредовања има толико смисла да чини да друге игре, чак и игре смештене у D&D свету, као што је Baldur's Gate, изгледају глупо у поређењу са њима“. Борбени систем видео игре је лоше прихваћен од штампе специјализоване за игре. GameSpot га је окарактерисао као једну од главних слабих тачака игре, а GameSpy је ставио фокус на систем борби у већини критика у оквиру своје рецензије. Систем је омаловажен због своје једноставности и склоности да досади.
Један елемент игре који је добио посебну и скоро универзалну негативну критику био је систем дневника игре. У Morrowind-у, играч има дневник који се аутоматски ажурира информацијама с времена на време након разговора са NPC-јевима и током развоја важних дешавања у заплету, сваки нови унос надовезује се на претходне. Иако су IGN и GamePro похвалили општи интерфејс због његове релативне лакоће коришћења, дневнички систем је био скоро универзално критикован са гнушањем. Утврђено је да је дневник брзо постајао „збркани неред“, „дугачак неколико стотина страница“, без икаквог корисног метода организације према наслову мисије или нивоу завршетка. Computer Gaming World је ову функцију назвао „анално-ретентивном конфузном ноћном мором“ и назвао је једним од два највећа недостатка игре. Међутим, Bethesda је донекле прихватила критике и имплементирала промене система у каснијем проширењу игре Tribunal. Тамо је дневник био организован по мисијама и могао се лакше кретати.
Упркос томе што је први велики наслов произведен за конзолу гејминг предузећа Bethesda, издање Morrowind-а за Xbox било је добро прихваћено у штампи специјализованој за видео игре. Немогућност коришћења модификација из додатака игре на верзији за Xbox је сматрана лошим, као и смањена резолуција, али мањи квалитет детаља и отвореност који су на сличан начин красили PC издање исправили су грешке Xbox издања. Xbox издање игрице се веома добро продавало; било је рангирано међу 10 најбољих продаваних на конзоли и годину дана након њеног првобитног издавања, што је успех који је још постигао само Halo: Combat Evolved. Упркос свом критичком и комерцијалном успеху, Morrowind није освојио ниједну новинарску награду на крају године за Xbox издање игре.

### Награде
Уредници часописа Computer Games Magazine прогласили су Morrowind трећом најбољом компјутерском игром у 2002. и написали: „За разлику од својих амбициозних, али на крају мањкавих претходника, ово је херкуловски RPG које функционише“. Игра је била номинована за награду PC Gamer у САД „Најбоља игра за игру у 2002.“, која је на крају додељена Neverwinter Nights. Morrowind је освојио награду портала GameSpy за PC RPG награду године, иако је изгубио од Neverwinter Nights, освојивши 24% гласова спрам Neverwinter nights који је задобио подршку публике од 34,9%. Освојио је IGN-ову награду RPG Wault за најбољу игру године, IGN-ову награду за игру године за RPG PC игре и у уређивачкој и у популарној форми, награду RPG за најбољу игру године 2002, и био је избор читаоца IGN-a за најбољу причу. Morrowind је изгубио награду за најбољи PC RPG GameSpot 2002. године, изгубивши од конкурента Neverwinter Nights. али је освојио најбољи Xbox RPG, и био је номинован у категоријама „Најбоља прича на Xbox-у“ и „Најбоља графика (уметничка) на Xbox-у“. Morrowind је поред своје номинације за „Изузетно достигнуће у оригиналној музичкој композицији“, такође био номинован у категорији „Компјутерска игра године“ на 6. Годишњој додели награда за интерактивна достигнућа, али је поново изгубио од конкурентске игре Neverwinter Nights.
Током 2003. године Morrowind је додељена почаст да буде рангиран на 21. месту листе портала GameSpy „25 најпрецењенијих игара“ због свог „глупавог, понављајућег и досадног гејмплеја“. IGN је 2010. године рангирао Дагота Ура на 90. место у оквиру листе „100 најбољих зликоваца из видео игара“.

## Експанзије и компилације
The Elder Scrolls III: Tribunalл, најављен 2. септембра 2002. и планиран за издавање само за PC. Игра је стекла златни статус првог новембра и објављена је, уз мало помпе, 6. новембра Тribunal смешта играча у самостални, зидинама ограђен град Морнхолд, главни град провинције Моровинд; нови град није повезан са копном Моровинда, Варденфелом, и играч мора да се телепортује у град. Ескпанзија наставља причу о божанствима Трибунала.
Одлука за израду експанзије била је првенствено инспирисана успехом игре, као и општим осећањем да су игре из Elder Scrolls франшизе стална искуства која заслужују новине за своје играче. Развој игре је почео одмах након што је Morrowind објављен. Програмерима је дато само пет месеци за развојни циклус и за објављивање игре — веома кратак рок за стандарде  индустрије. Претходно постојање Construction Set -а, међутим, значило је да је тим „већ имао алате за додавање садржаја и функција веома брзо“.
Побољшања интерфејса — темељан ремонт система дневника игре — били су међу кључним циљевима за објављивање Трибунала. Нови дневник је омогућио играчу да сортира задатке појединачно и по завршетку, смањујући забуну узроковану оригиналним мешањем сваке мисије у један хронолошки ток. Рецензенти игре су добро прихватили промену, иако су неки критиковали непотпуну имплементацију система, а други су открили да је систем и даље „мало гломазан“.
Рецензије Трибунала су углавном биле позитивне, али у мањој мери него што је то био случај за Morrowind. Сајтови за оцењивање игара дали су игри генерално повољне оцене: Оцена на Metacritc је 80 а на GameRankings 82. Већина критичара је коментарисала већу линеарност доживљаја, комбиновану са смањењем укупне величине простора за игру, дајући измене мешовите критике. GameSpot је мрзовољно известио о промени: „донекле је изненађујуће да проширење Tribunal-а ограничава ваше авантуре на релативно мало окружење у општини Моурнхолд“, и да, у светлу ове промене „Tribunal нема много карактеристике које су Morrowind учиниле тако привлачним." IGN је навео да иако „ретко губите из вида шта радите или зашто“, што је чињеница која може учинити игру „схватљивијом“ за неке играче, „недостатак интеракције са остатком света је прилично депресиван ." Насупрот томе, RPGamer је био недвосмислено позитиван у коментарима на тему ових промена: „Bethesda... уредно заобилази две од најтежих атмосферских недостатака Morrowind-а — стални осећај празнине и благости спољашњих пејзажа — тако што се прича одвија у потпуности унутар град Моурнхолд... Ова мања, ужа област за играње осигурава да сваки мањи детаљ може и заиста привлачи пажњу.“

### Bloodmoon
The Elder Scrolls III: Bloodmoon, најављен 14. фебруара 2003. и планиран за издавање у мају исте године, и објављен је 6. јуна Bethesda је започела рад на проширењу одмах након објављивања Трибунала у новембру 2002. Bloodmoon је већа експанзија од Tribunal-а, у смислу покривене области и креираног садржаја; проширује главну мапу игре тако да укључује неукроћено острво Солстејм које се налази северозападно од варденфела, хладну северну тундру са шумама које садрже многе нове врсте створења, као што су ниски али жилави риклинзи. Ови додаци су означили повратак на „отворену игру“ и „истраживање у слободној форми“ оригинала, за разлику од линеарности и затворености Трибунала. Рецензије за Bloodmoon су, опет, генерално позитивне. Сајтови за рангирање видео игара и других остварења, дали су игри генерално повољне оцене: Metacritic, наводи просечан резултат 85; GameRankings, резултат 83.
Једна од кључних продајних тачака Bloodmoon-а била је његова реинтеграција вукодлака, који нису били део Morrowind-а, упркос томе што је присуство вукодлака било истакнуто рекламирано пре објављивања игре. Morrowind је уместо тога укључио појаву вампира, што је било готово „ускршње јаје“ јер велики број играча није био упознато са овим додатком. Играчи постају вукодлаци тако што добију ликантропску болест „Sanies Lupinus“ и пусте да прођу три дана а да је не излече. Када се болест потпуно интегрише, играч се трансформише сваке ноћи, без обзира на лунарни циклус. Када је играч вукодлак то омогућава повећање способности лика. Неки рецензенти су сматрали да је додатак био добродошао изазов, док су други сматрали да је додатак фрустрирајућ и лоше имплементиран.

### Game of the Year Edition
The Elder Scrolls III: Morrowind Game of the Year Edition најављено је 12. маја 2003. и објављено 31. октобра исте године. Обједињавало је експанзије Tribunal и Bloodmoon, заједно са закрпама које су доступне само за PC издање, плус низ мањих додатака за потрагу и ставке, и понуђени су у једном пакету за PC и Xbox платформе. Ово је омогућило Xbox играчима већину садржаја игара којима раније нису имали приступ. Међутим, у Xbox верзији није било побољшане опције вођеног дневника као и каснија закрпљена издања оригиналне игре. Рецензенти су негативно коментарисали овај недостатак.
Ипак, рецензије за GotY су углавном биле позитивне — више него за сва претходна издања игре. Metacritic је издању дао укупну оцену 89 а GameRankings 88.

### Дораде
Bethesda Softworks, развојн тим Morrowind-а, нуди могућност промене игре путем додатака (које се често називају модификације или скраћено модови) користећи Тhe Elder Scrolls Construction Set, који долази са PC верзијом игре. Конструкциони сет и низ других алата за прављење модова омогућавају модеру да креира и уређује различите објекте, места, ликове, дијалоге, расе, родне знакове, способности и вештине. Ликови се могу направити да буду тако јаки или брзи колико корисник жели, и омогућава играчу да доживи игру на начин који иначе није могућ у оквиру механике игре.
Ови додаци се обично лако инсталирају и могу променити скоро све у игри. Додаци могу да додају или модификују постојећу механику, створења, оружје, оклоп, задатке, људе, врсте са којима се може играти, ускршња јаја, продавнице, куће у власништву играча, градове, заплете и читаве територије са неким или свим горе наведеним. Организовани пројекти, као што су Tamriel Rebuilt и Project: Tamriel, покушавају да поново створе првобитно замишљену провинцију Моровинд и друге делове Тамриела, као што се види у другим The Elder Scrolls играма. На пример, постоје интерпретације и Сиродиила и Скајрима, поставки каснијих The Elder Scrolls игара. Мод за потпуну конверзију, Arktwend, који је развио SureAI (исти програмери који су радили на Nehrim: At Fate's Edge и Enderal: The Shards of Order) развијен је на мотору Morrowind-а и захтевају Morrowind, Tribunal и Bloodmoon да би могао да се покрене.
Многе модификације мењају или побољшавају графичке аспекте игре, као што су осветљење, 3Д модели, боје и текстуре. Други покушавају да оптимизују захтевне мреже или поправе незакрпљене грешке које су остале у игри незваничним закрпама. Поред тога, Bethesda је произвела званичне модове, као што је Siege at Firemoth, који се могу наћи на званичном сајту.

### OpenMW
OpenMW је мотор за игре отвореног кода, слободни софтвер, који подржава репродукцију оригиналног и додатног садржаја за угру (без емулације или виртуелне машине) на Линуксу, MacOS-у, Windows-у и одређеним Андроид уређајима. OpenMW  подржава графику веће резолуције (инсталирану као модификације) од оригиналног Bethesda мотора, али захтева копију оригиналне игре, у било ком издању, због датотека са подацима. Већина модова независних произвођача који не зависе ни од једне извршне датотеке МС Виндовс-а и који немају озбиљних грешака у синтакси скрипти такође су компатибилни са OpenMW. Од 2016. године, све мисије, класе, расе и други избори ликова Morrowind-a и званичних експанзија и додатака су у потпуности доступни у OpenMW-у, иако је и даље у продуженом бета тестирању завршно са 2020. OpenMW је такође основа за TES3MP, покушаја да се развије мултиплејер верзија игре за више играча, која је била у раном алфа тестирању завршно са 2017. г.

### Ремастери
Креација обожаватеља игре, The Elder Scrolls Renewal Project, је радио на ремастеру (поновно издање игре са новим графичким решењима) Morrowind-a како би се придодао као додатак за касније игре у The Elder Scrolls франшизи.